# Полоса Калсеру

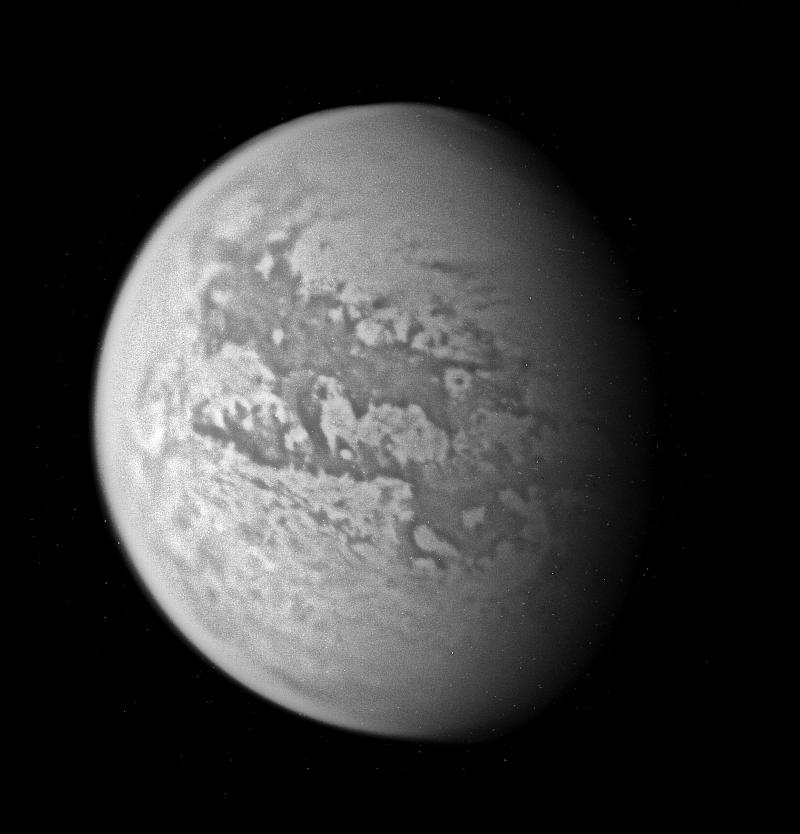
Инфракрасное изображение Титана

Калсеру (англ. Kalseru Virgae) — яркие полосы, находящиеся на поверхности самого крупного спутника Сатурна — Титана, по координатам 36° ю. ш. 137° з. д. / 36° ю. ш. 137° з. д.. Находятся в юго-восточном углу местности Шангри-ла и юго-восточной части Ксанаду. Под термином полосы понимаются яркие полосы на поверхности тела.
Максимальный размер структур составляет 630 км. Полосы Калсеру были обнаружены на радиолокационных снимках космического аппарата Кассини (во время стандартного пролёта около Титана). Название получило официальное утверждение в 2006 году.
Названы в честь Калсеру, бога дождя у австралийских аборигенов.